# CONCACAF League 2019
Die CONCACAF League 2019 war die dritte Spielzeit des Wettbewerbs für zentralamerikanische und karibische Vereinsmannschaften im Fußball. Das Turnier begann am 30. Juli 2019 mit der Vorrunde und endete mit den Finalspielen am 6. und 26. November 2019. Titelverteidiger CS Herediano aus Costa Rica war bereits im Achtelfinale ausgeschieden.
Die vier Halbfinalisten Alianza FC, CD Motagua, CD Olimpia und CD Saprissa sowie die zwei besten Verlierer des Viertelfinales AD San Carlos und CSD Comunicaciones qualifizierten sich für die CONCACAF Champions League 2020.

## Modus
Der Modus hatte sich gegenüber den beiden vorherigen Spielzeiten verändert. Das Teilnehmerfeld des Turniers wurde um sechs Mannschaften erhöht und vor dem Achtelfinale eine Vorrunde eingesetzt. An der CONCACAF League 2019 nahmen so 22 Mannschaften aus 11 Nationen teil. Der Wettbewerb wurde im K.-o.-System ausgetragen. Angefangen von der Vorrunde bis zum Finale wurde jede Runde mit Hin- und Rückspiel gespielt. Bis einschließlich des Halbfinales wurde bei einem Unentschieden nach beiden Spielen die Auswärtstorregel angewendet und sollte dadurch kein Sieger ermittelt werden, kam es zum Elfmeterschießen; eine Verlängerung wurde nicht ausgespielt. Im Finale fand die Auswärtstorregel keine Anwendung, dafür wurde – wenn nötig – eine Verlängerung ausgespielt.

## Teilnehmerfeld
Für die CONCACAF League 2019 haben sich die folgenden 22 Mannschaften qualifiziert. Die 12 Teams, die in der Vorrunde starteten, sind entsprechend gekennzeichnet (VR).
| - Kanada (Canadian Premier League 2019) - Forge FC (VR) - Costa Rica (Primera División 2018/19) - AD San Carlos - CS Herediano - CD Saprissa (VR) - Honduras (Liga Nacional 2018/19) - CD Motagua - CD Olimpia - CD Marathón (VR) - Panama (Liga Panameña de Fútbol 2018/19) - Tauro FC - Independiente FC - San Francisco FC (VR) |  | - El Salvador (Primera Divisíon 2018/19) - CD Águila - Santa Tecla FC (VR) - Alianza FC (VR) - Guatemala (Liga Nacional 2018/19) - CD Guastatoya - Antigua GFC (VR) - CSD Comunicaciones (VR) - Nicaragua (Primera División 2018/19) - Managua FC - Real Estelí (VR) - Belize (Premier League of Belize 2018/19) - Belmopan Bandits (VR) |  | - Karibik (Caribbean Club Championship 2019) - Waterhouse FC - AS Capoise (VR) - SV Robinhood (VR) |

## Vorrunde
Die Auslosung fand am 30. Mai 2019 statt. Die Hinspiele wurden vom 30. Juli bis zum 1. August, die Rückspiele vom 6. bis zum 8. August 2019 ausgetragen.
|                    | Gesamt    |                  | Hinspiel | Rückspiel |
| ------------------ | --------- | ---------------- | -------- | --------- |
| Alianza FC         | 6:1       | San Francisco FC | 5:1      | 1:0       |
| SV Robinhood       | (a)1:1(a) | AS Capoise       | 0:0      | 1:1       |
| Belmopan Bandits   | 2:6       | CD Saprissa      | 1:3      | 1:3       |
| Forge FC           | 2:1       | Antigua GFC      | 2:1      | 0:0       |
| CSD Comunicaciones | 3:2       | CD Marathón      | 2:1      | 1:1       |
| Real Estelí        | (a)2:2(a) | Santa Tecla FC   | 2:1      | 0:1       |

## Achtelfinale
Die Auslosung fand am 30. Mai 2019 statt. Die Hinspiele wurden vom 20. bis zum 22. August, die Rückspiele vom 27. bis zum 29. August 2019 ausgetragen.
|                    | Gesamt          |                  | Hinspiel | Rückspiel |
| ------------------ | --------------- | ---------------- | -------- | --------- |
| Managua FC         | 2:3             | CD Motagua       | 1:2      | 1:1       |
| Waterhouse FC      | 2:2 (7:6 i. E.) | CS Herediano     | 1:1      | 1:1       |
| Santa Tecla FC     | 0:0 (2:4 i. E.) | AD San Carlos    | 0:0      | 0:0       |
| Alianza FC         | 2:1             | Tauro FC         | 2:0      | 0:1       |
| SV Robinhood       | 2:3             | Independiente FC | 1:1      | 1:2       |
| CD Saprissa        | 2:1             | CD Águila        | 2:0      | 0:1       |
| CSD Comunicaciones | 2:1             | CD Guastatoya    | 2:1      | 0:0       |
| Forge FC           | 2:4             | CD Olimpia       | 1:0      | 1:4       |

## Viertelfinale
Die Hinspiele wurden vom 24. bis zum 26. September, die Rückspiele vom 1. bis zum 3. Oktober 2019 ausgetragen.
|               | Gesamt |                    | Hinspiel | Rückspiel |
| ------------- | ------ | ------------------ | -------- | --------- |
| Waterhouse FC | 0:2    | CD Motagua         | 0:2      | 0:0       |
| Alianza FC    | 2:1    | AD San Carlos      | 2:0      | 0:1       |
| CD Saprissa   | 4:2    | Independiente FC   | 3:2      | 1:0       |
| CD Olimpia    | 2:0    | CSD Comunicaciones | 2:0      | 0:0       |

## Halbfinale
Die Hinspiele wurden am 24. Oktober, die Rückspiele am 31. Oktober 2019 ausgetragen.
|            | Gesamt |             | Hinspiel | Rückspiel |
| ---------- | ------ | ----------- | -------- | --------- |
| Alianza FC | 1:4    | CD Motagua  | 1:1      | 0:3       |
| CD Olimpia | 3:4    | CD Saprissa | 2:0      | 1:4       |

## Finale
Das Hinspiel wurde am 7. November, das Rückspiel am 26. November 2019 ausgetragen.
|             | Gesamt |            | Hinspiel | Rückspiel |
| ----------- | ------ | ---------- | -------- | --------- |
| CD Saprissa | 1:0    | CD Motagua | 1:0      | 0:0       |